# مرگ آدولف هیتلر (کتاب)
مرگ آدولف هیتلر: اسناد ناشناخته از بایگانی‌های شوروی (انگلیسی: The Death of Adolf Hitler: Unknown Documents from Soviet Archives) یک کتاب اثر لو بزیمنسکی، روزنامه‌نگار اهل شوروی است که در سال ۱۹۶۸ منتشر شده‌است. بزیمنسکی در نبرد برلین نقش یک مترجم همزمان تحت مدیریت مارشال گئورگی ژوکوف از ارتش سرخ را بر عهده داشت. این کتاب جزئیاتی دربارهٔ کالبدشکافی‌های شوروی از جسد آدولف هیتلر، اوا براون، یوزف گوبلس و ماگدا گوبلس، فرزندان آن دو و ژنرال هانس کربس ارائه می‌دهد. گزارش شده که هر یک از این افراد مورد سم سیانور واقع شده‌اند. بعضی از فرضیه‌های مطرح‌شده در کتاب پیرامون مرگ هیتلر رد شده‌اند. بزیمنسکی هم برخی از این فرضیات را رد کرده‌است.